# 宮本信也
宮本 信也（みやもと しんや）は、日本の医学者、小児科医。医学博士。現在筑波大学教授であり、専門は発達行動小児科学。筑波大学人間総合科学研究科所属。

## 研究テーマ
- 子ども虐待への対応システムの確立
- 発達障害への対応方法の確立
- 小児心身症、特に、子どもの摂食障害の診療体制の確立